# Anolini

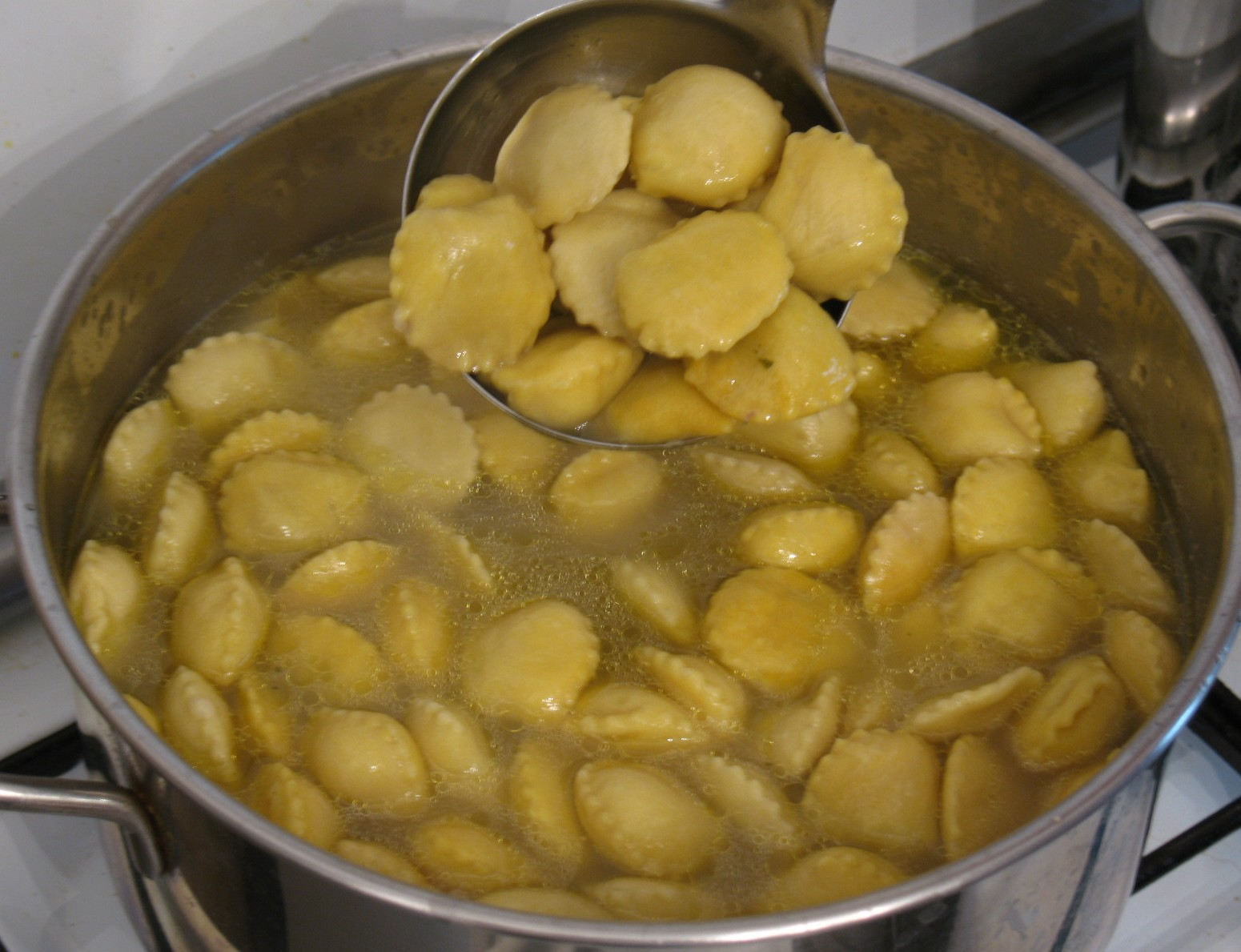
Anolini in brodo

Anolini sind eine italienische Pastasorte. Die Teigtaschen sind eine Spezialität aus Piacenza in der Region Emilia-Romagna und werden deshalb auch als Anolini piacentini bezeichnet.

## Geschichte
Die Teigtaschen haben eine lange Tradition. Sie wurden erstmals im 1536 geschriebenen und 1570 in Venedig veröffentlichten mehrbändigen Kochbuch Opera von Bartolomeo Scappi erwähnt. Ihre Ursprünge reichen vermutlich, wie bei anderen Teigtaschen auch, bis in das Hochmittelalter zurück, als gefüllte Nudeln ihren Einzug an den Fürstenhöfen hielten. Die Herkunft des Namens ist ungewiss, womöglich leitet er sich von anolus ab, dem ringförmigen Schnittinstrument, mit dem die Anolini ausgeschnitten werden. Im Piacentiner Dialekt werden sie als anvein bezeichnet.

## Zubereitung
Anolini werden aus einem Eiernudelteig aus Weichweizenmehl hergestellt. Sie besitzen eine runde Form, sind im Durchmesser etwa zweieinhalb Zentimeter groß und werden traditionell mit einer Fleischfüllung aus Rinderschmorbraten gefüllt. Neben der traditionellen Füllung existieren zahlreiche Varianten, bei denen beispielsweise das Fleisch des Rinderschmorbratens durch gegartes Schweinefleisch ersetzt wird. Auch fleischlose Varianten nur mit Käse, in der Regel Parmesan, und Paniermehl sind anzutreffen. In Parma und Umgebung werden sie in Halbmondform mit einer Mischung aus der Sauce des Rinderschmorbratens, Paniermehl und Parmesan gefüllt.
Gekocht und serviert werden Anolini piacentini in einer Fleischbrühe aus Kapaun-, Rind- und magerem Schweinefleisch, in der Emilia-Romagna als brodo di terza bezeichnet. Gelegentlich werden sie auch als Pastasciutta oder in einer Terrine aufgeschichtet mit einer Sauce aus Fleisch, Hühnerklein und Pilzen als Anolini pasticciati gereicht.
Die traditionelle Zubereitung ist auf drei Tage angelegt. Am ersten Tag wird die Füllung zubereitet, die einen Tag ruhen muss, bevor am dritten Tag der Teig und die Teigtaschen hergestellt und die Anolini gekocht werden. Sie werden in der Regel nur im Winter und wegen der zeitaufwendigen Zubereitung traditionell als Festessen unter anderem zu Weihnachten serviert.